# Abrahamsbergskyrkan
Abrahamsbergskyrkan är en kristen församling i Bromma, ansluten till Equmeniakyrkan. Den bildades 1937 genom att Ulvsunda missionsförsamling och Nockebyhovs missionsförsamling gick samman, och vill vara en öppen mötesplats där livets olika skeden ryms. Församlingsmedlemskapet grundar sig på en personlig tro på Jesus Kristus. Dopet är ett erbjudande antingen till små barn, genom föräldrarnas önskan, eller till den som själv vill ta emot det senare i livet. Ungdomsorganisationen Abrahamsbergskyrkans Ungdom bedriver barn- och ungdomsverksamhet och är ansluten till riksorganisationen equmenia. Pensionärsföreningen anordnar i samarbete med RPG, Riksförbundet Pensionärs-Gemenskap, samlingar för äldre och daglediga en gång i veckan. Församlingens byggnad, som också kallas Abrahamsbergskyrkan, invigdes 1955 och renoverades 1990. Arkitekt var Bengt Romare.
Anders Mellbourn, tidigare chefredaktör för Dagens Nyheter, är medlem i församlingen.

## Vindens vänner
På församlingens fritidsgård Koviken på Lovön hålls konfirmations- och seglarläger varje sommar. Seglarlägret arrangeras av handikappseglarklubben Vindens vänner.